# Ringwood (Oklahoma)
Ringwood – miasto w Stanach Zjednoczonych, w stanie Oklahoma, w hrabstwie Major.